# Antonio Filippini
Antonio Filippini (Brescia, 3 de Julho de 1973) é um ex-futebolista profissional italiano, fez carreira no Brescia Calcio.

## Brescia
É irmão gêmeo do também futebolista Emanuele Filippini. Com ele, atuou vários temporadas juntos, Antonio em sua carreira fez extensa participação com o Brescia, com um total na Serie A de 303 jogos, e 12 gols em 11 temporadas.
Se aposentou na temporada 2010-2011, na qual o Brescia foi rebaixado. Em junho de 2011, aos 38 anos de idade.